# Szyper

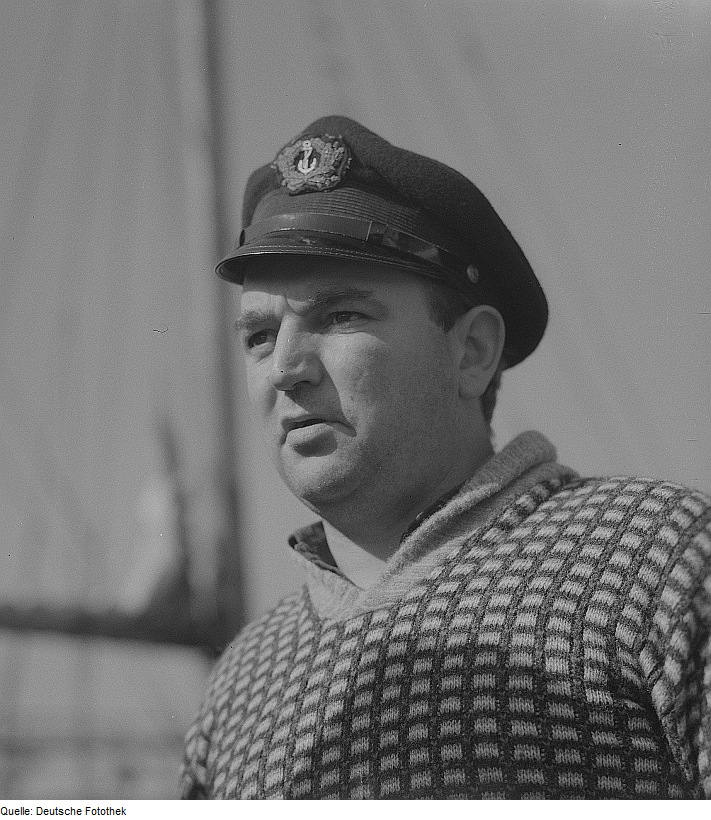
Szyper statku rybackiego, lata 60 XX w.

Szyper – kapitan niewielkiego statku wodnego (np. holownika, kutra, portowej jednostki pomocniczej itp.). Dawniej także określenie właściciela statku rybackiego. W Polsce istnieje ponadto tytuł zawodowy szypra uprawniający do kierowania mniejszymi jednostkami w ramach żeglugi krajowej. 